# Giorgio Angelieri
Giorgio Angelieri (forse Venezia, ... – ...; fl. XVI-XVII secolo) è stato un editore e tipografo italiano attivo a Vicenza e a Venezia, tra il 1562 e il 1604.

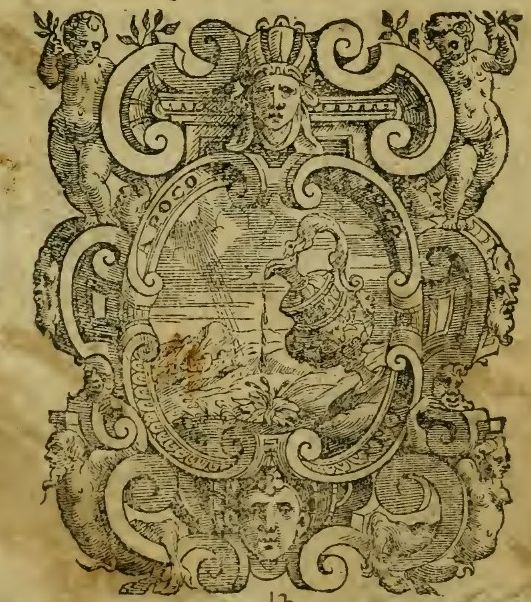
Marca tipografica di Angelieri

Egli era specializzato principalmente nella stampa e nella pubblicazione di spartiti musicali.
Probabilmente era parente degli editori parigini Abel Angelier e Arnoul Angelier. Fu inizialmente attivo nella città lagunare solo come stampatore tra il 1562 e il 1570, anno in cui acquisì la tipografia di Claudio Merulo ed iniziò anche a pubblicare libri. Nel 1575 vendette la sua tipografia a Giuseppe Guglielmo e si trasferì a Vicenza, dove dal 1576 al 1580 continuò l'attività di editore. Tornò a Venezia nel 1580, dove a partire da questo anno sino al 1604 produsse un'ampia quantità di libri. Nel 1605 gli succedette il figlio Agostino nella gestione della tipografia.
Attualmente sopravvivono solamente sette pubblicazioni musicali di Angelieri: si tratta per la maggior parte di raccolte di madrigali, nelle quali vennero impiegate gli stessi marchi, occhi e ornamenti di stampa utilizzati precedentemente da Merulo. Egli pubblicò lavori dei più celebri compositori dell'epoca: Jacques Arcadelt, Cipriano de Rore, Orlando di Lasso, Pier Luigi da Palestrina e Aurelio Roccia. Stampò inoltre un Magnificat octo tonorum di Alard Du Gaucquier e Lataniae di Costanzo Porta.